# Ron Kiefel
Ron Kiefel, né le 11 avril 1960 à Denver, est un ancien coureur cycliste américain. Professionnel de 1985 à 1995, il est le premier cycliste des États-Unis à remporter une étape sur un des trois grands tours.
Il est intronisé au Temple de la renommée du cyclisme américain en 2004.

## Palmarès
- 1978
  - 3e du championnat des États-Unis sur route juniors
  -  Médaillé de bronze du championnat du monde du contre-la-montre par équipes juniors
- 1981
  - Prologue et 4e étape du Circuit des Ardennes
- 1983
  -  Champion des États-Unis sur route
  -  Champion des États-Unis du contre-la-montre
  - Prologue et 10e étape de la Coors Classic
- 1984
  - 2e étape de la Semaine bergamasque
  - 5e étape du Tour du Texas
  - Prologue de la Coors Classic
  - Tour de Nutley
  -  Médaillé de bronze du contre-la-montre par équipes des Jeux olympiques
  - 9e de la course en ligne des Jeux olympiques
- 1985
  - Trofeo Laigueglia
  - 15e étape du Tour d'Italie
  - 1re étape du Tour du Texas
- 1986
  - 3e étape de la Redlands Bicycle Classic (contre-la-montre par équipes)
  - 5e étape de la Rocky Mountains Classic
  - Prologue et 13e étape de la Coors Classic
- 1987
  - 3e (contre-la-montre par équipes) et 4e étapes de la Redlands Bicycle Classic
  - Cat's Hill Classic
  - 4e de la Coors Classic
- 1988
  -  Champion des États-Unis sur route
  - Tour de Toscane
  - 12e étape de la Coors Classic
  - 3e de Gand-Wevelgem
  - 3e de l'USPRO Championships
- 1989
  - 10e étape du Tour de Trump (contre-la-montre)
- 1990
  - 1re étape du Critérium international
  - 7e de la Flèche wallonne
- 1992
  - 1re étape du Tour de Luxembourg
  - 3e du Tour de Luxembourg
- 1993
  - 4e étape de la Redlands Bicycle Classic
  - 4e étape de la Fitchburg Longsjo Classic
  - Tour de la Willamette
  - 7e étape du Tour DuPont
  - Cat's Hill Classic
  - 3e de la Redlands Bicycle Classic
  - 3e de la Thrift Drug Classic
- 1994
  - CoreStates Classic
  - 4e étape de la Redlands Bicycle Classic
  - 2e de la Norwest Cycling Cup
  - 3e de la Redlands Bicycle Classic
- 1995
  - 5e étape de la Redlands Bicycle Classic

## Résultats sur les grands tours

### Tour de France
7 participations
- 1986 : 96e
- 1987 : 82e
- 1988 : 69e
- 1989 : 73e
- 1990 : 83e
- 1991 : 138e
- 1992 : abandon (13e étape)

### Tour d'Italie
3 participations
- 1985 : 60e, vainqueur de la 15e étape
- 1988 : 62e
- 1989 : 102e